# 명호중학교 (경북)
명호중학교(明湖中學校)는 경상북도 봉화군 명호면 도천리에 있었던 공립 중학교이다.

## 학교 연혁
- 1966년 12월 25일: 봉화중학교 명호분교 설립 인가
- 1967년 3월 11일: 개교 및 입학식 거행
- 1971년 1월 25일: 명호중학교 설립 인가
- 1971년 3월 21일: 개교식 거행
- 2001년 11월 20일: 다목적 교실 준공
- 2007년 10월 16일: 이나리 도서관 준공
- 2015년 2월 12일: 제46회 졸업식(6명, 누계 3,781명)
- 2015년 3월 1일: 제24대 김영남 교장 취임
- 2017년 2월 28일: 폐교 및 인근 학교와 기숙형 중학교 청량중학교로 통합[1], 46년만에 폐업

## 참고 자료
- 명호중학교 - 한국교육학술정보원 학교알리미